# Tanjung Dalam (Lembah Masurai)
Tanjung Dalam is een bestuurslaag in het regentschap Merangin van de provincie Jambi, Indonesië. Tanjung Dalam telt 609 inwoners (volkstelling 2010).